# Boris Magaš
Boris Magaš (Karlovac, 22. kolovoza 1930. − Rijeka, 24. listopada. 2013.), hrvatski arhitekt, akademik.

## Životopis
Rođen je 22. kolovoza 1930. godine u Karlovcu. Na Arhitektonskom odjelu Tehničkog fakulteta Sveučilišta u Zagrebu diplomirao je 1955. godine. Asistent na Katedri za projektiranje istog fakulteta postaje 1956., a asistent na Katedri za teoriju i povijest arhitekture 1961. Sudionik je Salzburškog seminara Američkih studija 1964. Godine 1967. postaje šef projektne grupe projektnog biroa “Interinženjering” u Zagrebu, a 1969. vodeći je projektant Građevno projektnog zavoda u Rijeci. Na mjesto izvanrednog profesora za predmet “Elementi visokogradnje” na Tehničkom fakultetu Sveučilišta u Rijeci dolazi 1974. Doktor je tehničkih znanosti iz područja arhitekture i urbanizma 1977., a od 1978. je izvanredni profesor za predmete “Elementi visokogradnje” i “Zgradarstvo” na Fakultetu graditeljskih znanosti u Rijeci. Od 1981. znanstveni je savjetnik (reg.br. CR 2575). Redoviti je profesor kolegija “Teorija arhitekture” i “Projektiranje VIII i IX” na Arhitektonskom fakultetu Sveučilišta u Zagrebu od 1983. godine. Izvanrednim članom Jugoslavenske akademije znanosti i umjetnosti postaje 1988., a savjetnik za arhitekturu i urbanizam Predsjednika Republike 1990. godine. Za redovnog člana Hrvatske akademije znanosti i umjetnosti izabran je 1991. godine. Od 2001. bio je profesor emeritus Sveučilišta u Zagrebu.

## Djela
- Muzej oslobođenja u Sarajevu (sa Šmidihenom i Horvatom) 1963.
- Hotelski kompleks Solaris,[2] Šibenik, 1967.
- Hotelski kompleks Haludovo,[3] Malinska (Krk), 1968.
- Dječji vrtić i jaslice Vjeverica,[4] Mihaljevac, Zagreb, 1973. – 1975.
- Gradski stadion u Poljudu, Split, 1979.
- Crkva sv. Nikole Tavelića i samostan na Turniću,[5] Rijeka, 1986.
- Dominikanska crkva blaženog Augustina Kažotića,[6] Volovčica, Zagreb, 1998.

## Nagrade i priznanja
- Nagrada “Viktor Kovačić” 1963.
- Savezna nagrada “Borba” 1967. i 1979.
- Medalja grada Šibenika 1969.
- Medalja Arhitektonskog fakulteta u Zagrebu 1969.
- Diploma i plaketa Savezne privredne komore 1972.
- Republička nagrada “Borba” 1973.
- Nagrada “Nikola Tesla” 1979.
- Zlatni grb grada Splita 1979.
- Nagrada “Vladimir Nazor” 1979.
- Velika nagrada Zagrebačkog salona 1980.
- Nagrada za životno djelo “Vladimir Nazor” 1991.
- Nagrada za životno djelo “Viktor Kovačić” 1993.
- Nagrada Sveučilišta u Zagrebu “Fran Bošnjaković” 1997.
- Red Danice Hrvatske s likom Marka Marulića 1997.

## Vanjske poveznice
- Magaš, Boris Hrvatska tehnička enciklopedija, portal hrvatske tehničke baštine. LZMK

- Vijenac, Boris Magaš, arhitekt, Naša politika o arhitekturi nema pojma, Razgovarao Alen Žunić  Arhivirana inačica izvorne stranice od 29. listopada 2013. (Wayback Machine)
- Haludovo
- Magaš, Boris Hrvatski biografski leksikon. LZMK